# 陶华碧
陶华碧（1947年1月—），女，汉族，贵州遵义人，中华人民共和国企业家，“老干妈”系列辣椒酱的创始人，中国共产党党员。现任贵州省人民代表大会常务委员会代表、贵阳市政治协商委员会常务委员、贵阳市南明区政治协商委员会副主席、贵阳南明老干妈风味食品有限责任公司董事长、贵阳南明春梅酿造有限公司董事长等职。

## 生平
陶华碧1947年出生于贵州省遵义市湄潭县的一个农场，是家里的第八个女儿。20岁时，陶华碧嫁给地质队的一个会计，生了2个儿子：李贵山、李辉。几年后，丈夫染疾，子女年幼，陶华碧扛起家庭负担，去广东省广州市打工。丈夫病逝后，陶华碧回到家乡，曾在工地抡过铁锤，背过黄泥巴，在菜市场摆摊卖菜。之后给餐馆送凉粉和辣椒酱。
1989年，陶华碧在贵阳市至龙洞堡的一条街边，开了一家叫“实惠饭店”的餐馆。1994年11月，“实惠饭店”更名为“贵阳南明陶氏风味食品店”，主营业务为辣椒酱。1996年7月，陶华碧借用南明区云关村村委会的两座房子，雇佣40名工人，开设了“老干妈辣椒酱”工厂。1997年8月，贵阳南明老干妈风味食品有限责任公司成立。
陶华碧是“老干妈”风味食品系列的创始人。贵州省人民代表大会常务委员会委员、贵阳市政治协商会议委员。2008年起担任全国人大代表。

## 荣誉奖项
- 2008年，15亿身家排行贵州企业家榜。[13]
- 2012年，36亿身家排行胡润2012年中国富豪榜。[13]
- 2015年，68亿身家排行胡润2015年中国富豪榜。[13]